# Palmer Ort

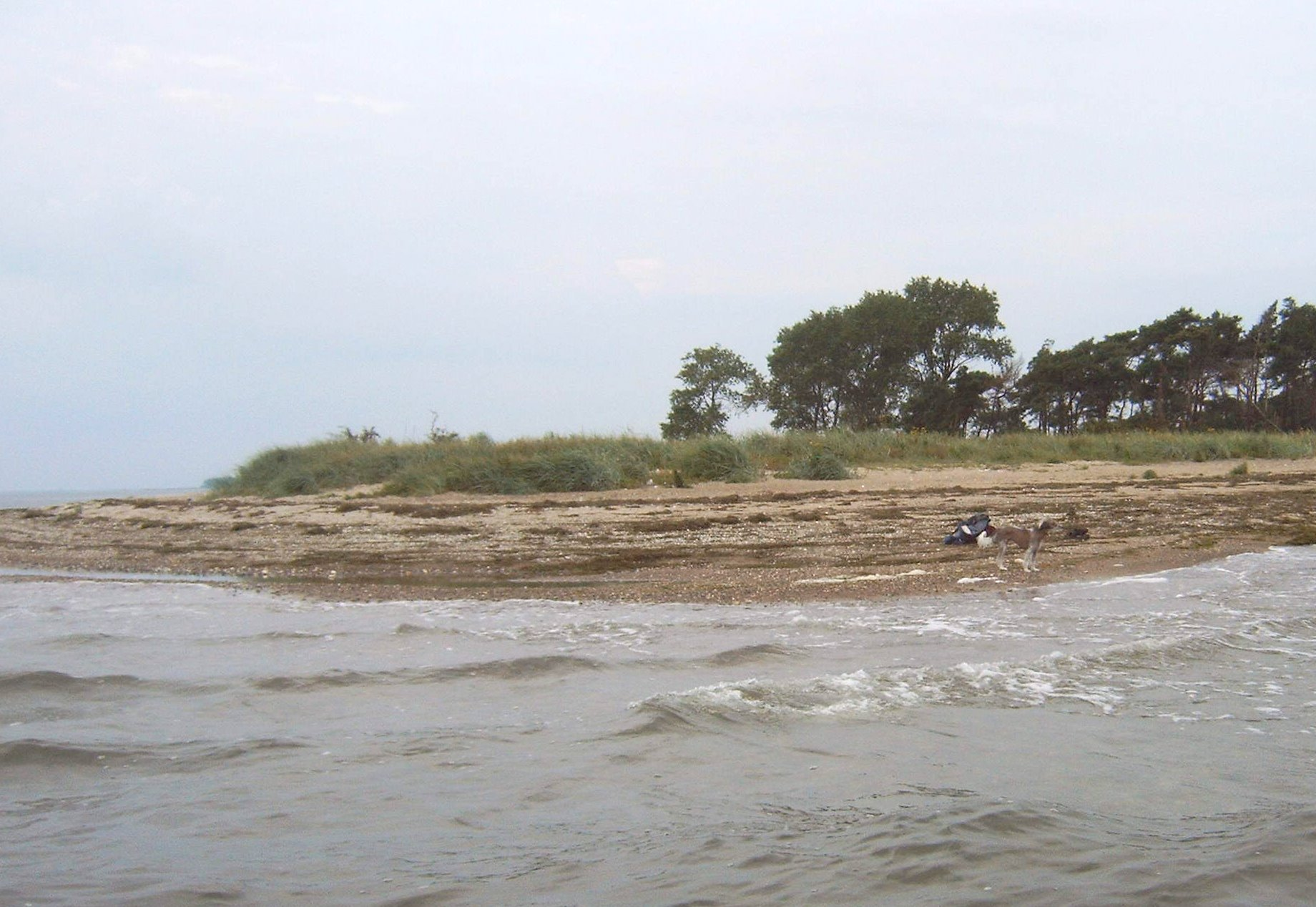
Palmer Ort

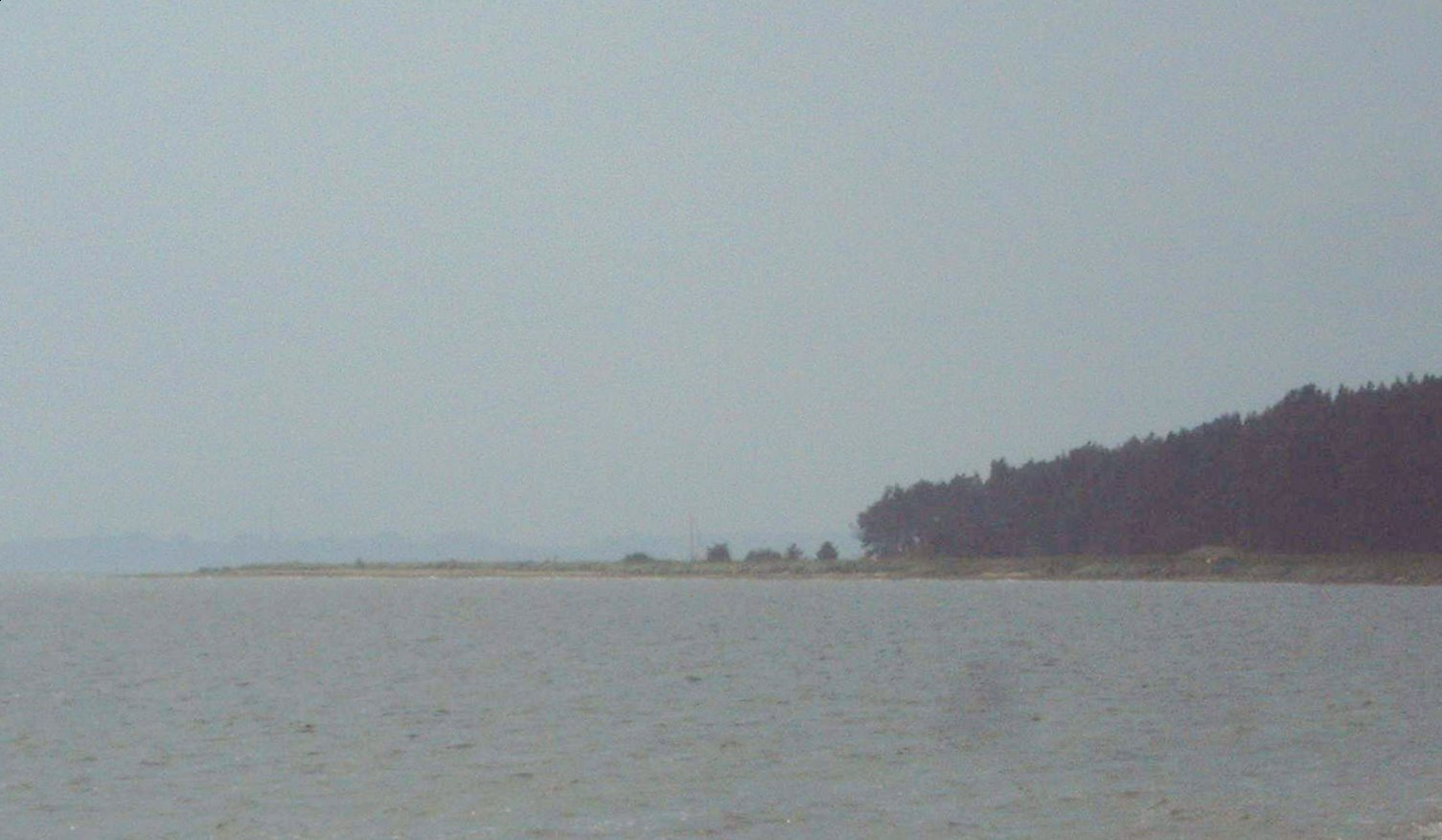
Palmer Ort, Blick aus Osten vom Strand bei Grabow

Der Palmer Ort ist der südlichste Punkt der Ostseeinsel Rügen und zugleich der zu Rügen gehörenden Halbinsel Zudar. Das Kap gehört zum Gebiet der Gemeinde Garz/Rügen. Das Gebiet wurde der Michael Succow-Stiftung 2011 als Nationales Naturerbe vom Bund übertragen.

## Lage
Der Palmer Ort markiert den Übergang vom Greifswalder Bodden zum Strelasund. Landseitig ist dem Palmer Ort ein kleiner Küstenschutzwald vorgelagert. Durch diesen führt ein Waldweg, der zum Teil als Naturlehrpfad Erkenne Deine Welt gestaltet ist, zum Palmer Ort. Die nächstgelegene Ortschaft ist die etwa 1 km nordöstlich gelegene kleine Ansiedlung Grabow. Am Palmer Ort selbst besteht ein schmaler natürlicher Sandstrand, der wegen seiner Abgelegenheit nur wenig von Besuchern frequentiert ist. Angler nutzen den Strandabschnitt für das Angeln auf Hecht.
Im Winter kommt es bei Eisgang am Palmer Ort häufiger zu Eisaufstauungen, die eine Höhe von mehreren Metern erreichen können.

## Palmer Ort in der Geschichte
Im Jahr 1372 sank vor dem Palmer Ort im Sturm ein Schiff mit 90 Pilgern an Bord, die sich auf einer Pilgerreise zur Sankt-Laurentius-Kirche in Zudar befanden. Der Glaube an ein dort befindliches Marienbild, dem Wundertätigkeit nachgesagt wurde, verschwand nach dieser Katastrophe.
Während des Pommernfeldzuges im Großen Nordischen Krieg wurde der Palmer Ort Schauplatz von Kampfhandlungen. Eine Landungsflotte Preußens, Dänemarks und Sachsens aus 500 Schiffen hielt am 11. November 1715 auf den Palmer Ort zu. Schweden, zu welchem Rügen gehörte, hatte seine Streitkräfte im Bereich des Palmer Ortes zusammengezogen. Von der Halbinsel Zudar aus wurde die Landungsflotte beschossen, ohne dass jedoch wesentliche Verluste eintraten. Die Flotte beabsichtigte eigentlich keine Landung am von Schweden mit starken Kräften gehaltenen Palmer Ort, konnte aber zunächst aufgrund ungünstiger Windverhältnisse den eigentlichen Landungsplan nicht umsetzen. Einige Tage später setzte sich ein großer Teil der Flotte im Nebel, von den Schweden unbemerkt, nach Nordosten ab und landete unbehelligt bei Groß Stresow. Hieran erinnerte dort eine der Preußensäulen. Einige Schiffe waren vor dem Palmer Ort zurückgeblieben, um einen möglichen Landungsversuch vorzutäuschen.

## Palmer Ort als Namenspatron
1968 wurde ein Tonnenleger der Volksmarine der DDR auf den Namen Palmer Ort getauft. Die Stadt Stralsund benannte eine Straße als Zum Palmer Ort.